# Biliaïvka
Biliaïvka (en ukrainien : Біляївка) ou Beliaïevka (en russe : Беляевка) est une ville de l'oblast d'Odessa, en Ukraine et le centre administratif du raïon de Biliaïvka. Sa population s'élevait à 12 155 habitants en 2023.

## Géographie

### Situation
Biliaïvka est située à 40 km à l'ouest d'Odessa et à 442 km au sud de Kiev.

### Transports
Biliaïvka se trouve à 49 km d'Odessa par la route et à 61 km par le chemin de fer.

## Histoire

### Origine
L'origine de Biliaïvka remonte à la fin du XVIIIe siècle, après la liquidation de l'armée zaporogue (en ukrainien : Запорізька Січ, Zaporizka Sitch). Quelques années après sa fondation, le village se nomme Golovkovka (1792). Son nom actuel vient du premier kochevoï-ataman (chef cosaque), mort pendant le siège d'Otchakov (1789), qui était surnommé « Belogo ».

### XXesiècle
Le 2 janvier 1957, le village accède au statut de commune urbaine, puis devient la ville de Biliaïvka en 1975.

## Population
Recensements (*) ou estimations de la population :
| 1959* | 1970*  | 1979*  | 1989*  |
| ----- | ------ | ------ | ------ |
| 8 724 | 11 804 | 12 850 | 13 866 |

| 2001*  | 2012   | 2013   | 2014   |
| ------ | ------ | ------ | ------ |
| 14 294 | 12 127 | 12 052 | 11 993 |

| 2015   | 2016   | 2017   | 2018   |
| ------ | ------ | ------ | ------ |
| 11 891 | 11 873 | 12 047 | 12 308 |